# Elissa Cunane
Elissa Cunane (Summerfield, 25 settembre 2000) è una cestista statunitense.

## Carriera
È stata selezionata dalle Seattle Storm al secondo giro del Draft WNBA 2022 (17ª scelta assoluta).

### Nazionale
Con la nazionale statunitense ha disputato i Campionati americani del 2021, conclusi con la vittoria del torneo; è stata anche inserita nel miglior quintetto della manifestazione.